# Iryanthera olacoides
Iryanthera olacoides là một loài thực vật có hoa trong họ Myristicaceae. Loài này được (A.C. Sm.) A.C. Sm. mô tả khoa học đầu tiên năm 1937.